# Peter Kuschel
Peter Kuschel (* 30. April 1940 in Trebnitz) ist ein deutscher Bildhauer und Maler.

## Leben
Kuschel kam nach dem Kriegsende 1945 in die Sulzbach-Rosenberger Gegend. Er besuchte zunächst die Fachschule für Holzbildhauer Oberammergau und studierte dann von 1958 bis 1964 Bildhauerei an der Akademie der Bildenden Künste Nürnberg in der Klasse von Hans Wimmer.
Seit 1964 ist er als freischaffender Künstler in Etzelwang tätig. Zusammen mit Hans Wuttig und anderen gründete er in Sulzbach-Rosenberg die „Gruppe 81“. Kuschel schuf zahlreiche Plastiken, Skulpturen, Reliefs und Brunnen im öffentlichen und sakralen Raum. Neben bildhauerischen Arbeiten zeigt er auch seine Gemälde im Rahmen von Ausstellungen.
Kuschel ist Mitglied im BBK Landesverband Bayern. Seine Frau stammt aus Japan. Aus der mit ihr 1978 geschlossenen Ehe gingen ein Sohn und eine Tochter hervor.

## Werke (Auswahl)
- Muschelkalkbrunnen, Glatzer Straße/Liebauer Straße, Nürnberg-Langwasser (1969)
- Christian-Knorr-von-Rosenroth-Skulptur, Sulzbach-Rosenberg
- Knorr-von-Rosenroth-Brunnen, Sulzbach-Rosenberg
- Geschichtsbrunnen, Sulzbach-Rosenberg
- Barmherziger Samariter, Sulzbach-Rosenberg
- Hans-Glas-Denkmal, Dingolfing
- Gerhardinger-Brunnen, Dr.-Johanna-Decker-Gymnasium und -Realschule, Amberg (1988)
- Radlträger-Denkmal, Hahnbach (1994)
- „Haltet den Dieb“, Neumarkt in der Oberpfalz
- Beethoven-Statue, Platz vor dem Museum „Deutsches Haus Naruto“ (鳴門市ドイツ館; 1997)
- Altarraumgestaltung, katholische Pfarrkirche Obertrubach
- Altarraumgestaltung, Pfarrkirche St. Otto, Lauf an der Pegnitz
- Pietà, Stadtpfarrkirche St. Marien, Sulzbach-Rosenberg (2001)
- Jesuskreuz, Kapelle „Zur Heiligen Familie“, Auerbach-Welluck
- Altarraumgestaltung, Pfarrkirche St. Barbara, Amberg (2002)
- Spielskulpturen im historischen Stadtgraben, Amberg
- Stefanus-Relief und Altarraumgestaltung, St. Stefan-Kirche, Nürnberg
- Gerhardinger-Brunnen, College in Wilton, Connecticut, Vereinigte Staaten (2005)
- Gerhardinger-Brunnen, College in Baltimore, Maryland, Vereinigte Staaten (2006)
- Gerhardinger-Brunnen und Innenhofgestaltung, Notre Dame Preparatory School, Towson, Maryland, Vereinigte Staaten (2008)
- Beethoven-Relief, Beethoven-Haus, Bonn (2012)

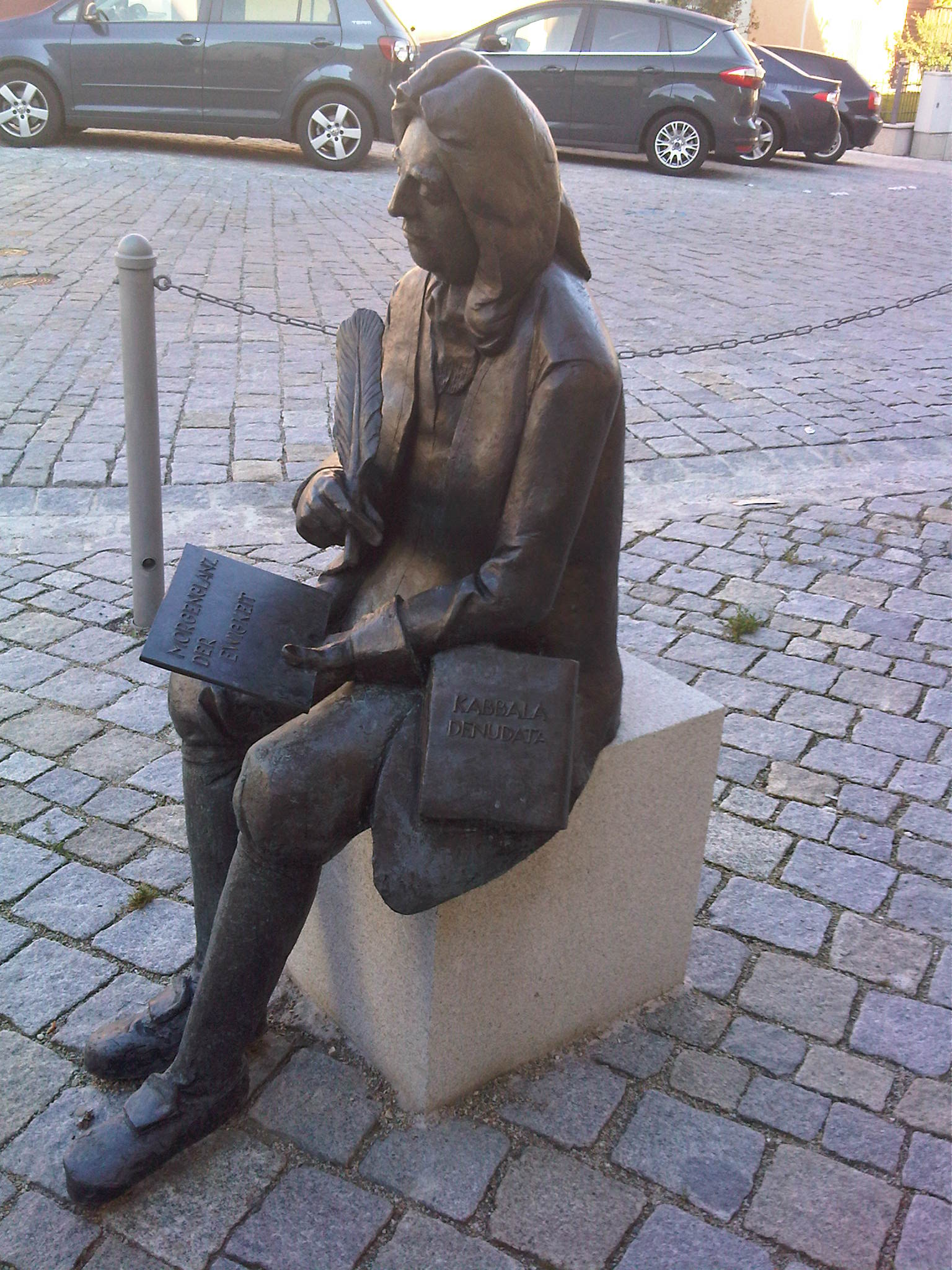
Christian-Knorr-von-Rosenroth-Skulptur in Sulzbach-Rosenberg
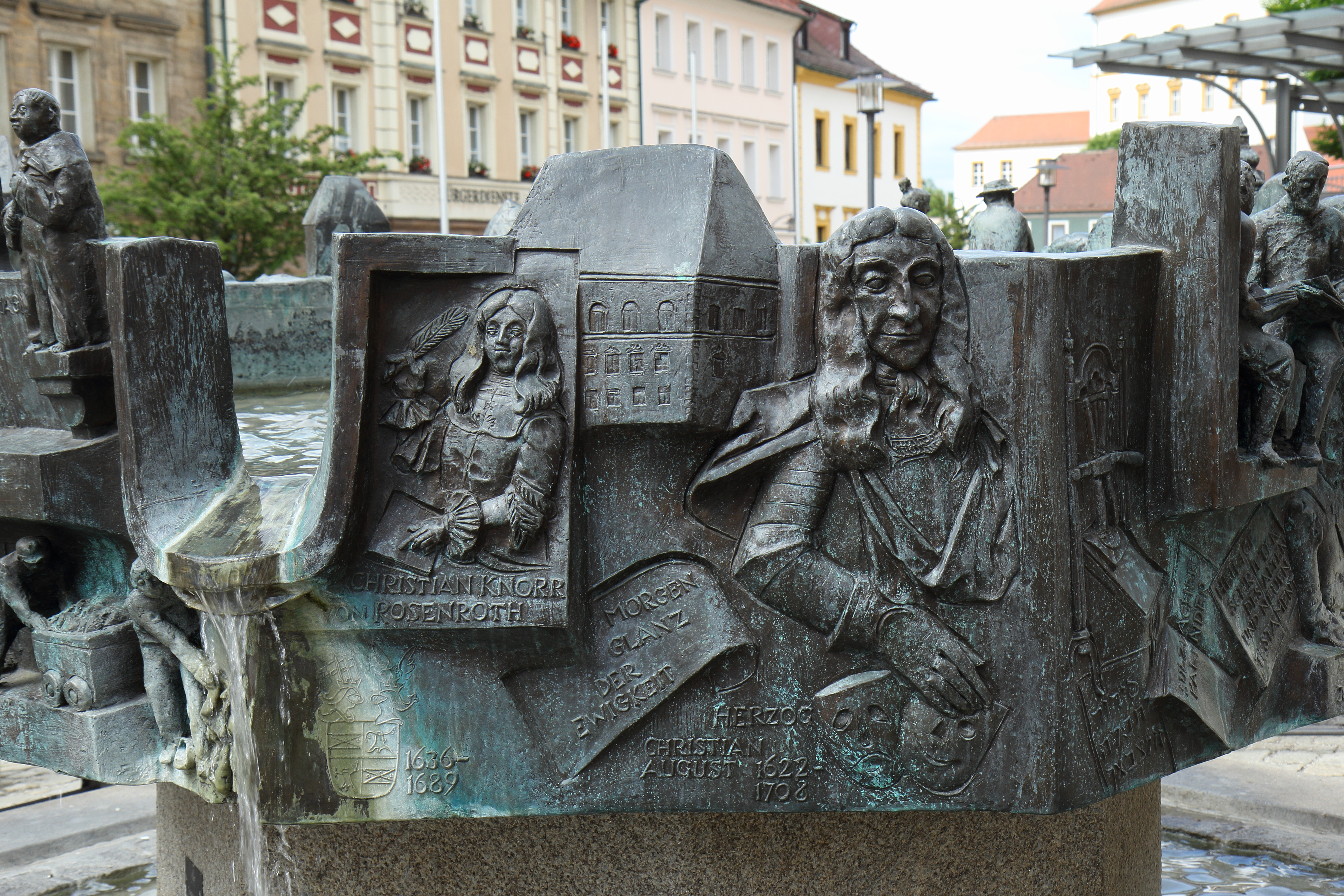
Geschichtsbrunnen, Luitpoldplatz, Sulzbach-Rosenberg
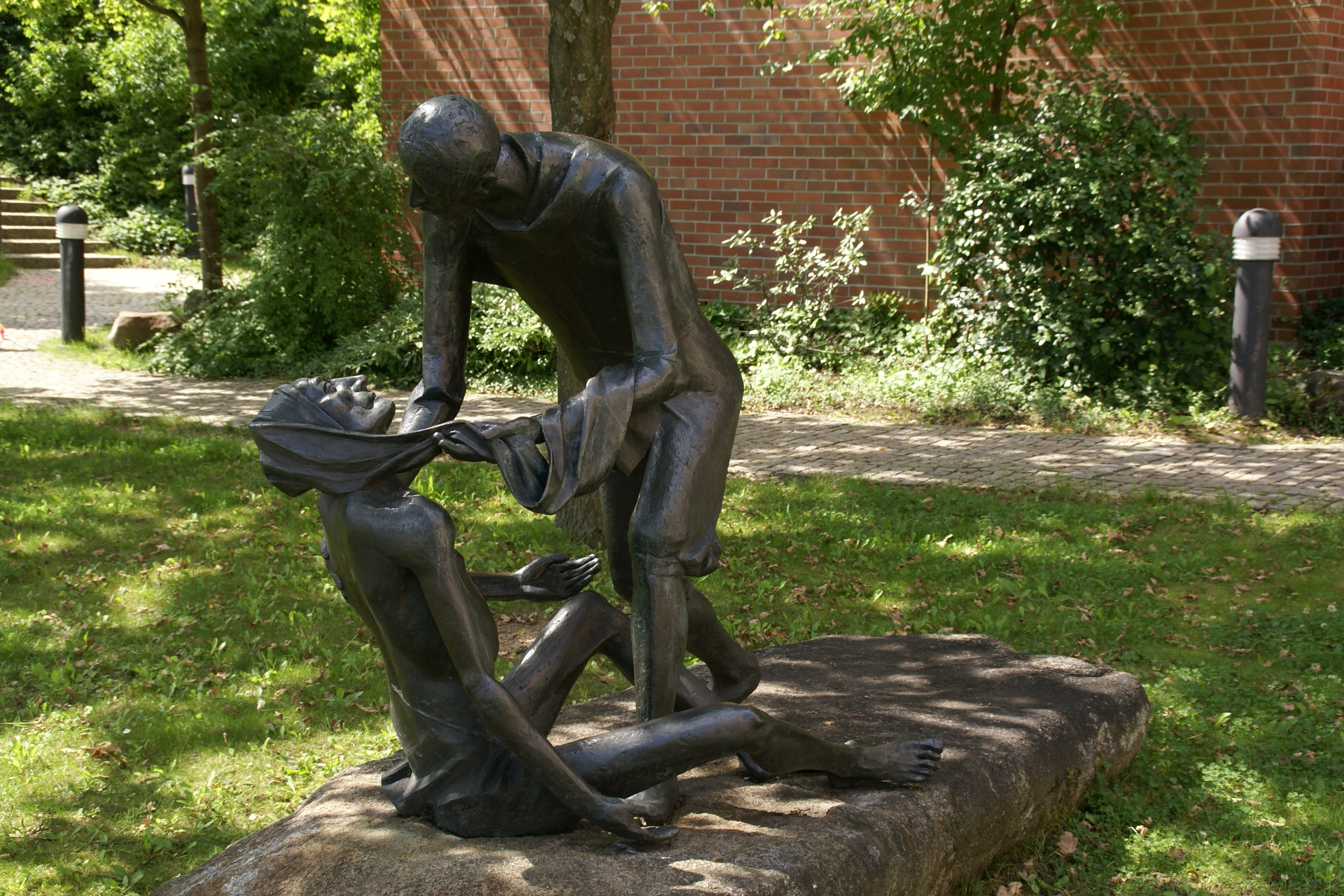
Barmherziger Samariter, Kreiskrankenhaus, Sulzbach-Rosenberg
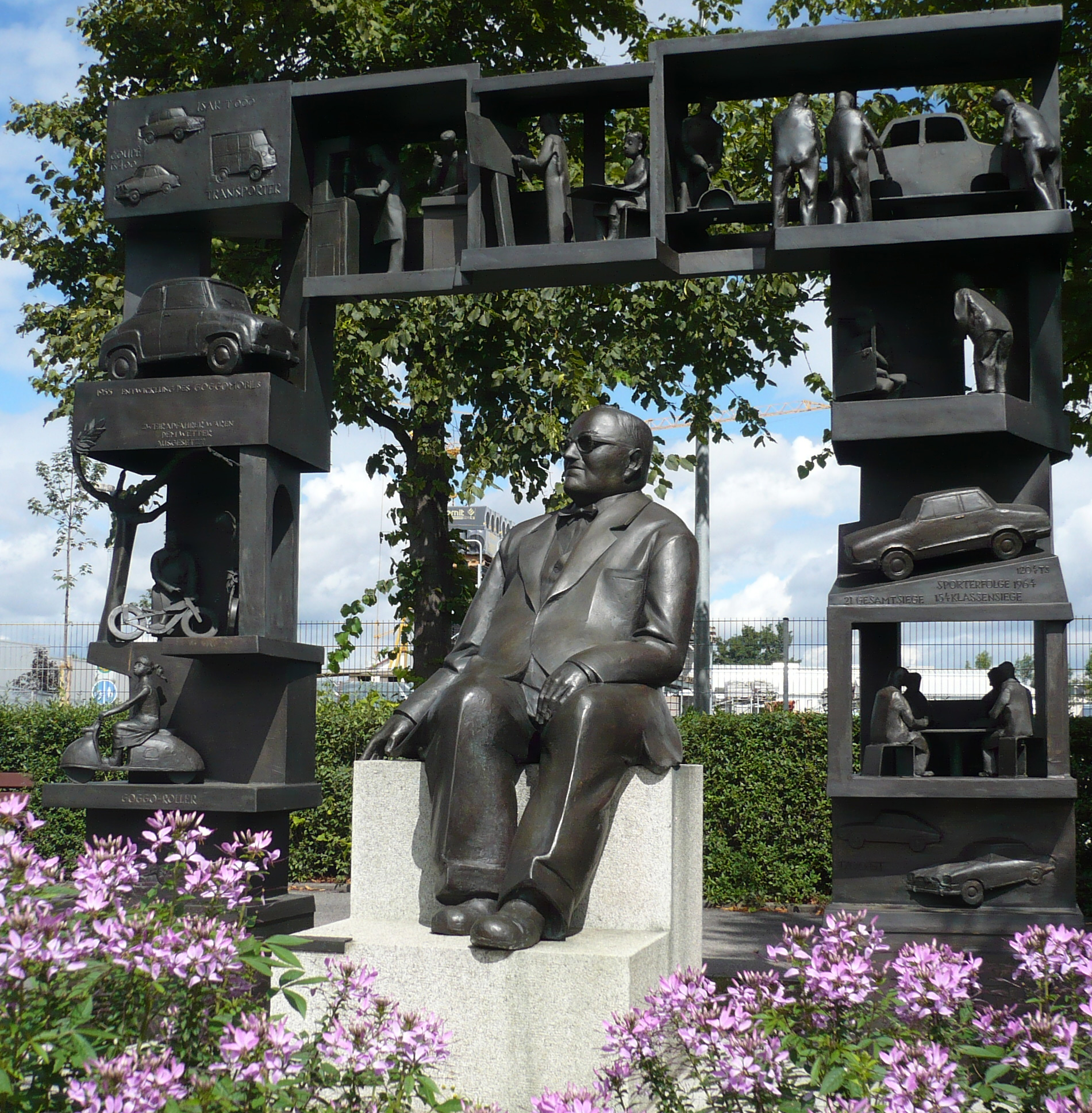
Hans-Glas-Denkmal, Dingolfing
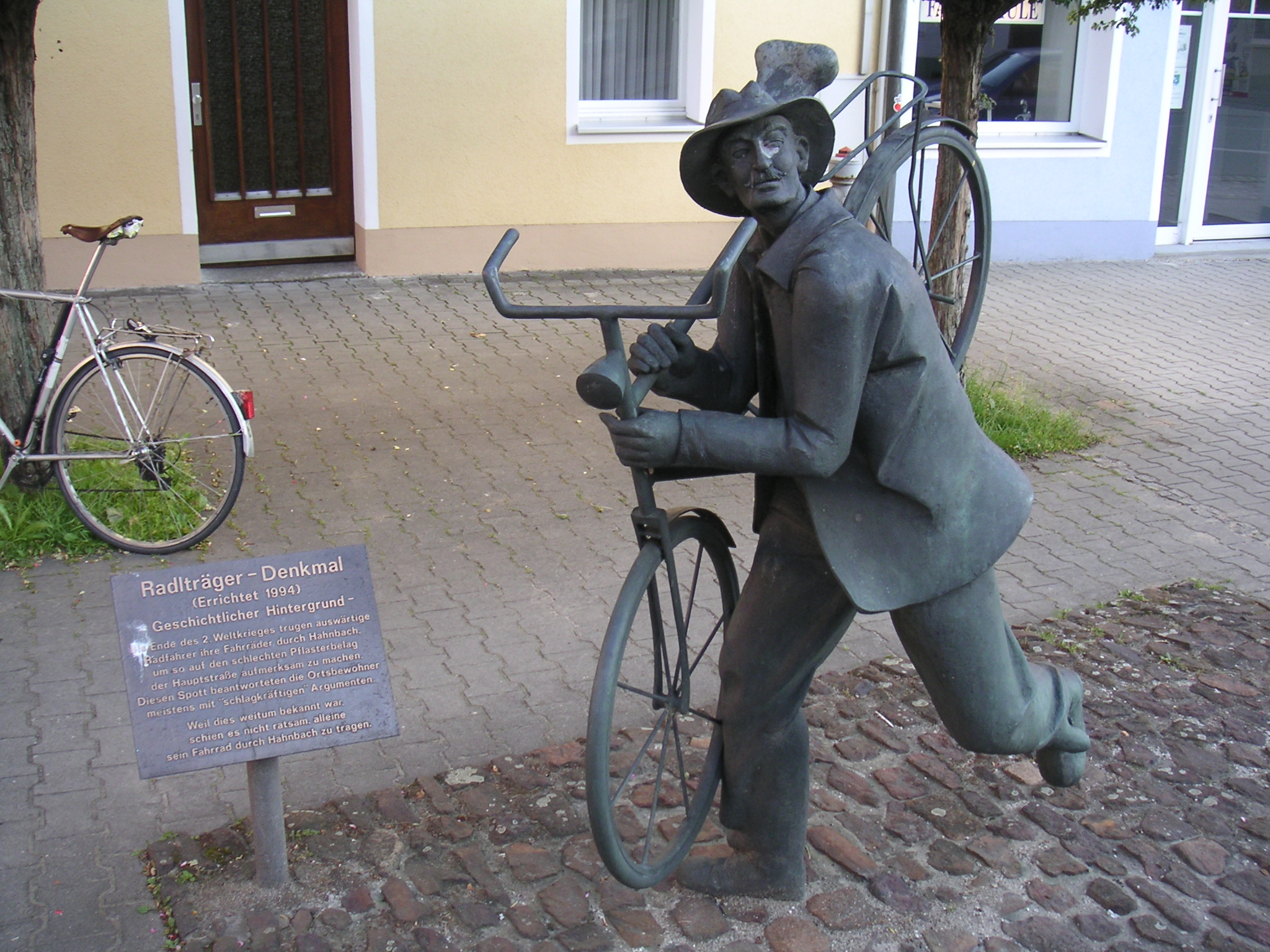
Radlträger-Denkmal, Hahnbach
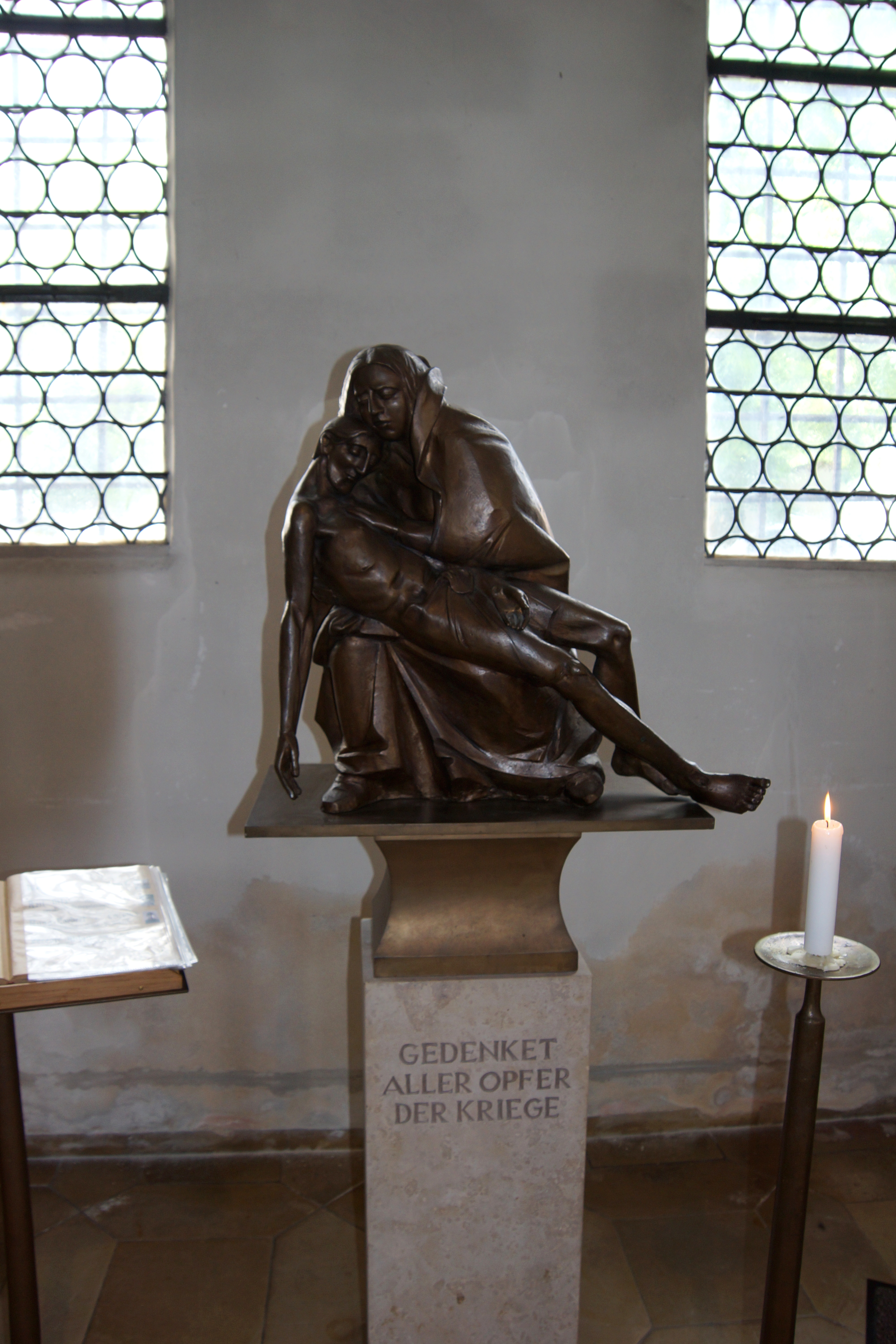
Pietà, St. Marien, Sulzbach-Rosenberg

## Auszeichnungen
- 1990: Kulturpreis Ostbayern
- 2008: Kulturpreis der Stadt Sulzbach-Rosenberg